# Европско првенство у атлетици на отвореном 1934 — скок увис за мушкарце
Такмичење у скоку увис у мушкој конкуренцији на 1. Европском првенству у атлетици 1934. у Торинуу одржано је 7. септембра на Стадиону Бенито Мусолини.

## Земље учеснице
Учествовало је 9 такмичара из 6 земаља.
1. Данска (1)
2. Италија (2)
3. Литванија (1)
4. Немачка (2)
5. Норвешка (1)
6. Финска (2)

Због малог броја учесника није било квалификација. Сви пријављени су учествовали у финалу.

## Освајачи медаља
|                      |                           |                       |
| Калеви Коткас Финска | Биргер Халворсен Норвешка | Вејко Пересало Финска |

## Резултати

### Финале
| Место | Атлетичар             | Земља     | Резултат | Бел.    |
| ----- | --------------------- | --------- | -------- | ------- |
|       | Калеви Коткас         | Финска    | 2,00     | РЕП, НР |
|       | Биргер Халворсен      | Норвешка  | 1,97     | НР      |
|       | Вејко Пересало        | Финска    | 1,97     | ЛР      |
| 4     | Густав Вајнкец        | Немачка   | 1,94     | ЛР      |
| 5     | Вилхем Ладевиг        | Немачка   | 1,85     | ЛР      |
| 6     | Ренато Доти           | Италија   | 1,85     | ЛР      |
| 7     | Владас Комарас        | Литванија | 1,80     | ЛР      |
| 8     | Ингвард Андерсен      | Данска    | 1.70     | ЛР      |
| 9     | Едгардо Дељи Аспозити | Италија   | 1,70     | ЛР      |